# Vicious Delite
Vicious Delite was een Amerikaanse alternatieve heavy metalband, opgericht door Stephen Pearcy in 1995 na de ontbinding van Arcade.

## Bezetting
- Stephen Pearcy[2] (leadzang, ritmegitaar)
- Tony Marcus (leadgitaar)
- Michael Andrews[3] (basgitaar)
- Rob Karras[4] (drums)

## Geschiedenis
Vicious Delite bracht in 1995 een beperkte titelloze ep uit, gevolgd door een volledig album. De leden van Vicious Delite waren Stephen Pearcy, Tony Marcus, Michael Andrews en Rob Karras. Stephen Pearcy zou nog steeds in zijn Ratt-vorm zijn en inderdaad was zijn stem net zo dwingend. Hoewel zijn uiterlijk (korter haar en geen mooie kleding of make-up) anders was, was zijn persoonlijkheid op het podium en buiten het podium nog steeds even opwindend. Mike Duda (van W.A.S.P.) zou Andrews op bas vervangen en was enkele weken na de oprichting van de band bij Pearcy met demo-cd's. Hun eerste live optreden was intens en wonderbaarlijk verrassend. Pearcy had het nog steeds op de juiste manier voor een echte rockstar en kwaliteitsmusicus.

## Discografie
- 1995: Vicious Delite ep
- 1995: Vicious Delite
- 2000: Vicious Delite *heruitgebracht met bonusnummers